# Жан-Мари Строб
Жан-Мари Строб (на френски: Jean-Marie Straub) е френски режисьор.

## Биография
Той е роден на 8 януари 1933 г. в Мец. Започва да се занимава с кино от средата на 50-те години и работи като асистент на някои от водещите френски режисьори от това време. След 1963 г. режисира самостоятелни филми, съвместно с Даниел Юие, с когото формират траен творчески екип. Сред най-известните им филми са „Chronik der Anna Magdalena Bach“ (1968), „Класови отношения“ („Klassenverhältnisse“, 1984) и „Sicilia!“ (1999). През 2006 г. Строб и Юие получават специална награда за цялостно творчество на фестивала във Венеция.